# Juli Prisc
Juli Prisc (en llatí: Julius Priscus) va ser un militar romà.
Era centurió, i Vitel·li el va nomenar prefecte pretorià l'any 69, per recomanació de Fabi Valent. Quan es van rebre notícies que l'exèrcit favorable a Vespasià estava marxant cap a Roma, Juli Prisc i Alfè Var van ser enviats al front de les 14 cohorts pretorianes i dels esquadrons de cavalleria, per fortificar els passos dels Apenins, però ambdós van abandonar vergonyosament el seu lloc i van retornar a Roma deixant pas lliure al general enemic Marc Antoni Prim. Després de la mort de Vitel·li es va suïcidar, més per vergonya que per necessitat, diu Tàcit.